# Seminar
Riječ seminar  izvedena je iz latinske riječi seminarium ( lat. semen gen. seminis sjeme, seminarium), što znači „rasadnik“, „sjemenište“ (teol. škola s internatom u kojoj se obrazuju budući svećenici).
Seminar  je oblik praktične nastave na visokim školama radi učvršćenja i produbljenja znanja stečenih na predavanjima. Također predstavlja kraći tečaj (nekoliko sati, dana) na kojem se polaznicima elaboriraju određena znanja [seminar o računovodstvenim propisima].
Seminar  je jedna od dominantnih metoda nastave u visoko obrazovanju. Termin seminar  se koristi za označavanje polustrukturirane grupne rasprave kojoj obično prethodi prezentacija neke ideje.
Sa socijalnog aspekta, u seminaru se uspostavlja kontakt između predavača i polaznika. U obrazovnom kontekstu, u seminaru se utječe na razvijanje intelektualnih vještina višeg stupnja kao što su samostalno zaključivanje, rješavanje problema i formiranje stavova. Također se stječu interpersonalne vještine poput aktivnog slušanja, držanja govora, raspravljanja, argumentiranja i vođenja grupe.
U sustavu obrazovanja, važno je njegovati takve pristupe učenja kojima se razvijaju sposobnosti analize i sinteze, nezavisne prosudbe i sposobnost komuniciranja.
Uspjeh seminara ovisi o vještini voditelja (predavača) i njegovoj sposobnosti upravljanja dinamikom grupe. Najbolja veličina grupe za izvođenje seminara je između 8 i 20 polaznika.